# Liste der Baudenkmale in Odisheim
In der Liste der Baudenkmale in Odisheim sind alle Baudenkmale der niedersächsischen Gemeinde Odisheim im Landkreis Cuxhaven aufgelistet. Die Quelle der Baudenkmale ist der Denkmalatlas Niedersachsen. Der Stand der Liste ist der 24. Dezember 2023.

## Allgemein
In den Spalten befinden sich folgende Informationen:
- Lage: die Adresse des Baudenkmales und die geographischen Koordinaten. Kartenansicht, um Koordinaten zu setzen. In der Kartenansicht sind Baudenkmale ohne Koordinaten mit einem roten Marker dargestellt und können in der Karte gesetzt werden. Baudenkmale ohne Bild sind mit einem blauen Marker gekennzeichnet, Baudenkmale mit Bild mit einem grünen Marker.
- Bezeichnung: Bezeichnung des Baudenkmales
- Beschreibung: die Beschreibung des Baudenkmales. Unter § 3 Abs. 2 NDSchG werden Einzeldenkmale und unter § 3 Abs. 3 NDSchG Gruppen baulicher Anlagen und deren Bestandteile ausgewiesen.
- ID: die Objekt-ID des Baudenkmales
- Bild: ein Bild des Baudenkmales, ggf. zusätzlich mit einem Link zu weiteren Fotos des Baudenkmals im Medienarchiv Wikimedia Commons. Wenn man auf das Kamerasymbol klickt, können Fotos zu Baudenkmalen aus dieser Liste hochgeladen werden:

## Odisheim
| Lage                                      | Bezeichnung               | Beschreibung | ID       | Bild           |
| ----------------------------------------- | ------------------------- | --- | -------- | -------------- |
| Deichstraße 6 53° 40′ 37″ N, 8° 55′ 24″ O | Wohn-/ Wirtschaftsgebäude | Zweiständer-Hallenhaus in Fachwerk von um 1890.                                                                              | 31343926 | Weitere Bilder |
| Deichstraße 6 53° 40′ 37″ N, 8° 55′ 26″ O | Scheune                   | Firstparallel zum Haupthaus errichteter Fachwerkbau von um 1890                                                              | 31343946 |                |
| Dorfstraße 32 53° 42′ 8″ N, 8° 56′ 59″ O  | Wohn-/ Wirtschaftsgebäude | Zweiständerbau mit größtenteils massiven Außenwänden von um 1880.                                                            | 31343966 | Weitere Bilder |
| Dorfstraße 32 53° 42′ 9″ N, 8° 56′ 59″ O  | Scheune                   | Fachwerkbau mit Backsteinausfachung von um 1900,                                                                             | 31343985 | BW             |
| Dorfstraße 32 53° 42′ 8″ N, 8° 57′ 0″ O   | Stall                     | Backsteinbau von um 1900, Giebel in Fachwerk                                                                                 | 31344004 | BW             |
| Dorfstraße 34 53° 42′ 8″ N, 8° 57′ 3″ O   | Altenteil                 | Backsteinbau von 1884 | 31344023 | BW             |
| Dorfstraße 46 53° 42′ 0″ N, 8° 56′ 58″ O  | Wohn-/ Wirtschaftsgebäude | Giebelständiges Zweiständer-Hallenhaus in Fachwerk von um 1850, Wohngiebel massiv in Backstein erneuert.                     | 31344043 | Weitere Bilder |
| Dorfstraße 53° 41′ 48″ N, 8° 56′ 37″ O    | Glockenturm               | Freistehender hölzerner Turm der Kirche St. Jobst, mit Bretterverschalung und hohem Spitzhelm. Errichtet im 17. Jahrhundert. | 31343868 |                |
| Dorfstraße 53° 41′ 47″ N, 8° 56′ 38″ O    | Friedhof                  | Der die Kirche St. Jobst umgebende Kirchhof wird als Friedhof genutzt.                                                       | 31343887 |                |
| Dorfstraße 74 53° 41′ 47″ N, 8° 56′ 37″ O | Pfarrhaus                 | Backsteinbau mit ausgebautem Drempelgeschoss von 1907                                                                        | 31343906 | Weitere Bilder |